# CryoSat-2
Cryosat-2 ist ein Erdbeobachtungssatellit der Europäischen Weltraumorganisation ESA zur Beobachtung der Eismassen der Erde.

## Hintergrund
Cryosat-2 ist der Ersatz für den Satelliten CryoSat (rückwirkend auch als Cryosat 1 bezeichnet), der bei einem Fehlstart 2005 verloren ging. Nach diesem Fehlschlag beschlossen die Mitgliedsstaaten der ESA Ende Februar 2006, wegen der Bedeutung des Projektes eine Ersatzmission durchzuführen; der ursprünglich angestrebte Starttermin dafür war Oktober 2009. Der weitgehend baugleiche, allerdings um einige redundante Systeme ergänzte Satellit wurde Anfang September 2008 bei Astrium in Immenstaad am Bodensee fertiggestellt und zu mehrmonatigen Tests, wie auch schon bei CryoSat geschehen, an die IABG in Ottobrunn übergeben.
Die Leitstelle des Satelliten befindet sich im Europäischen Raumflugkontrollzentrum in Darmstadt. Die Funkverbindung erfolgt über eine Anlage im schwedischen Kiruna. Dort ist Cryosat-2 11 Mal täglich je 10 Minuten lang sichtbar. Während dieser Zeiten können Steuerungssignale an den Satelliten gesendet und die Daten über eine X-Band-Verbindung heruntergeladen werden.

## SIRAL
Das wichtigste Instrument an Bord von Cryosat-2 ist SIRAL (Synthetic Aperture Interferometric Radar Altimeter). Es verfügt über drei Betriebsarten:
- Niedrige Auflösung, zur Abtastung der Meeresoberfläche und der stabilen Eisschichten am Kontinentalschelf der Antarktis,
- Synthetische Apertur, zur Bestimmung der Dichte von schwimmenden Eisdecken
- Interferometrischer Betrieb zur genauen Bestimmung der Kanten der Eisdecken.

## Startvorbereitungen
Als Trägerrakete kam diesmal eine Dnepr-Rakete zum Einsatz. Der zuletzt geplante Starttermin im Dezember 2009 musste wegen Überlastung der Startbasis Baikonur auf 2010 verschoben werden. Nachdem der Starttermin schon auf den 25. Februar festgelegt war, wurde er aufgrund von Problemen der Trägerrakete auf den 8. April verschoben. Am 1. April 2010 wurde CryoSat-2 auf die Trägerrakete montiert und in den Folgetagen startbereit gemacht.

## Missionsverlauf
Der Start aus einem unterirdischen Raketensilo erfolgte am 8. April 2010 um 13:57 Uhr UTC. Nach 17 Minuten Flugzeit wurde die erfolgreiche Trennung des Satelliten von der Oberstufe bestätigt. Zuvor zog die Oberstufe die Nutzlast hinter sich her, wodurch die Nutzlastverkleidung nach hinten weggleiten konnte. Dadurch wurde der vorgesehene Orbit genauer erreicht als bei anderen Trägersystemen.
Die ersten Datensätze wurden am 20. Juli 2010 veröffentlicht, die Instrumente wurden danach noch durch Vergleichsmessungen mit Daten aus Flugzeugen, die unter der Satellitenbahn herflogen, kalibriert. Die erste komplette Karte war im Juni 2011 verfügbar.
Die Mission war zunächst auf drei Jahre ausgelegt, sie wurde aber wegen des guten Zustands des Satelliten und der hohen Qualität der gewonnenen Daten zuerst bis 2017 und dann bis Dezember 2019 verlängert.